# Ivans Xtc
Ivans Xtc (às vezes estilizado como ivansxtc) é um filme independente do gênero drama coproduzido por Estados Unidos e Reino Unido, dirigido por Bernard Rose e lançado em 2000.